# Wilhelm Böckmann
Pour les articles homonymes, voir Böckmann.
Le titre de cet article contient le caractère ö. Quand celui-ci n'est pas disponible ou n'est pas désiré, le nom de l'article peut être représenté comme Wilhelm  Boeckmann.

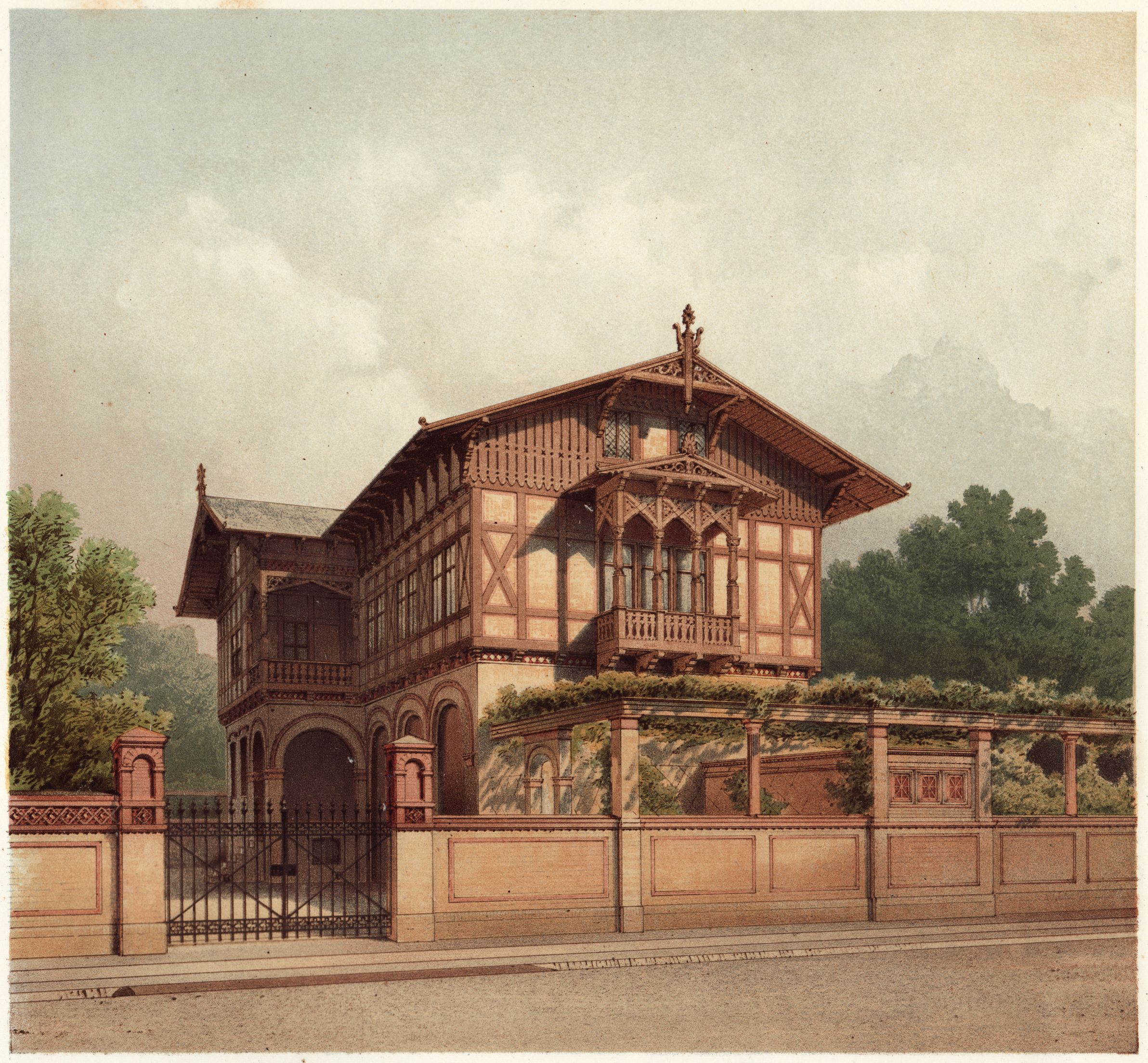
L'une des villas dessinées par Böckmann.

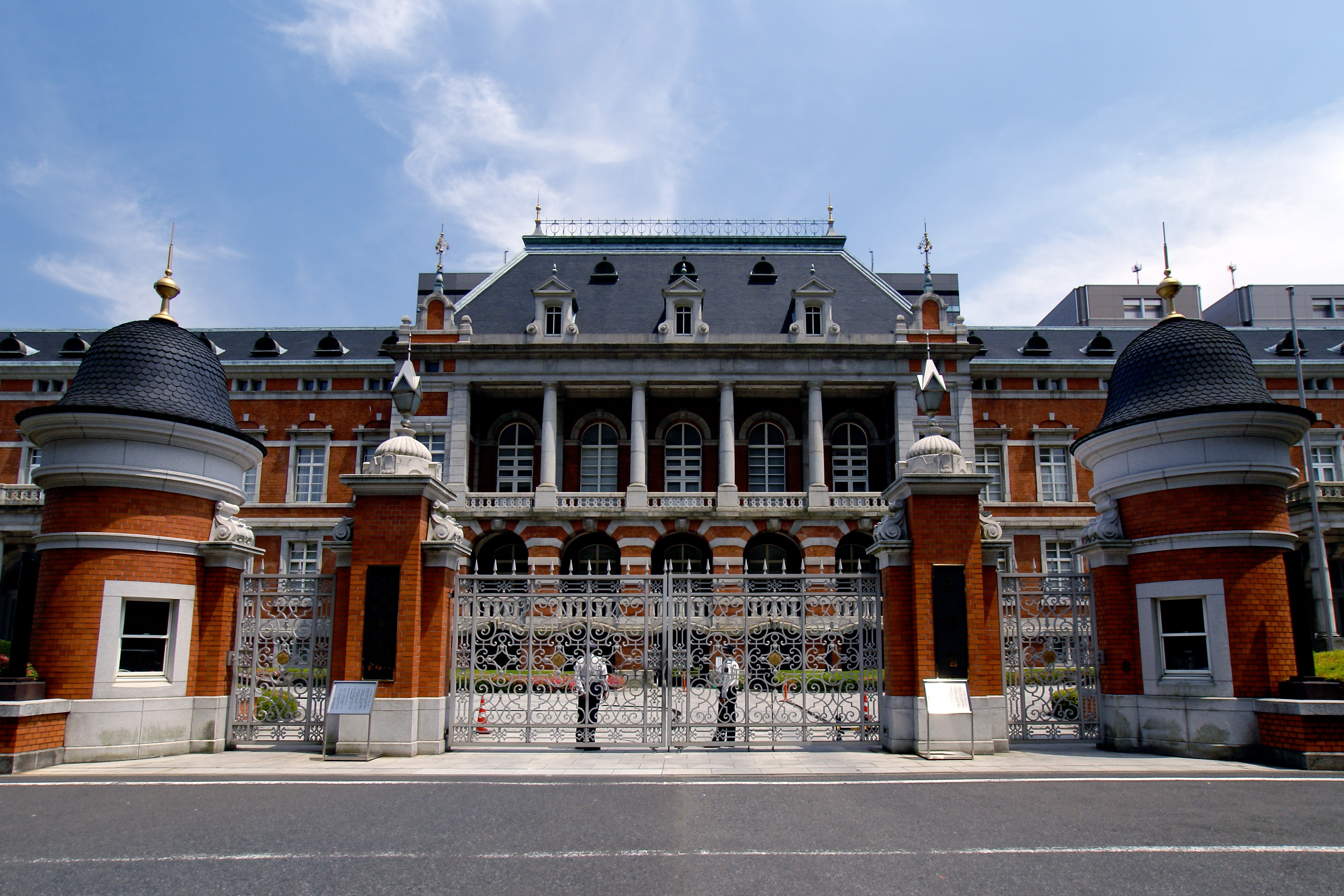
Ancien ministère japonais de la Justice à Tokyo.

Wilhelm Böckmann (29 janvier 1832 - 22 octobre 1902) est un architecte prussien qui est conseiller étranger au Japon pendant l'ère Meiji.

## Biographie

### Jeunesse
Böckmann est né à Elberfeld près de Wuppertal en province de Rhénanie, où son père est professeur de mathématiques. Il étudie d'abord au lycée de la ville pour suivre les traces de son père mais abandonne après deux ans pour suivre un apprentissage de charpentier. En 1854, il entre à l'académie d'architecture de Berlin, considérée comme l'une des pionnières de l'architecture moderne en raison de son utilisation de la brique rouge et de façades relativement simples. Ses études sont interrompues un an pour service militaire et il passe une autre année à voyager à l'étranger avec son ami Hermann Ende. En 1859, il réussit le premier examen d'état avec d'excellentes notes. Il fonde le cabinet d'architecture « Böckmann & Ende » en 1860.
En 1864, Böckmann est invité à donner une conférence à l'institut d'architecture de Paris. En 1868, il fonde une revue technique, la Deutsche Bauzeitung. Il devient président de l'association d'architecture et d’ingénierie de Berlin en 1869.
La plupart des bâtiments qu'il dessine se trouvent dans les environs de Berlin, comme les villas de Tiergarten et d'autres dans le quartier diplomatique. Il est aussi actif dans les quartiers résidentiels de Potsdam et dessine plusieurs bâtiments du zoo de Berlin. Quelques-uns de ces bâtiments ont survécu à la Seconde Guerre mondiale.

### Au Japon
En 1886, Böckmann est invité à venir travailler au Japon par le gouvernement de Meiji pour élaborer un plan de remodélisation de Tokyo et en faire une capitale nationale moderne. Il passe deux mois sur le terrain et met sur pied un projet avec pour aperçu la reconstruction du ministère japonais de la Justice. Il était prévu que Tokyo devienne une ville baroque à l'instar de Paris ou Berlin mais il quitte le Japon à la suite du recul des autorités japonaises inquiètes du coût énorme de ces travaux. Son séjour est suivi en 1887 de celui de son associé, Hermann Ende, qui dessine quelques bâtiments du gouvernement comme celui du ministère de la Justice et celui de la Diète du Japon.
Ces projets sont cependant annulés par Inoue Kaoru pour raisons budgétaires ainsi qu'en conséquence d'un mouvement de plus en plus fort au Japon contre l'imitation intensive de l'architecture occidentale. Ende est renvoyé en Europe mais le gouvernement japonais garde ses plans d'un nouveau ministère de la Justice, qui est achevé en 1895 mais par une autre société. 
De retour en Allemagne, Böckmann continue son travail d'architecte. Il devient directeur du zoo de Berlin en 1893 puis président en 1897. Böckmann devient membre honoraire de l'institut d'architecte en 1902, mais meurt plus tard dans l'année à Berlin à l'âge de 70 ans.

## Œuvres
Liste d'œuvres notables :
- 1864-1865 : Ancienne synagogue (Elberfeld), (reconstruite en 1938 : détruite)
- 1867 : Banque HF Lehmann à Halle
- 1871-1874 : Banque foncière prussienne à Berlin
- 1872-1874 : Complexe de bâtiments de la Deutsche Union-Bank (de) à Berlin
- 1873 : plusieurs bâtiments du zoo de Berlin (par exemple la maison des éléphants, celle des antilopes, et celle des félins)
- 1875 : le « Château du Chêne » pour le baron Saint Paul dans la vallée de Jelenia Góra (de) (Silésie)
- 1875-1876 : Siège de l'association d'architectes de Berlin (1934; démoli)
- 1876-1877 : Café Bauer (de) à Berlin
- 1881-1885 : Musée ethnologique de Berlin
- 1882-1883 : Café Helms (de) à Berlin
- 1883 : Maison des successions à Dantzig
- 1883 : Panorama Sedan à la gare Berlin Alexanderplatz
- 1884-1886 : Maison Voßstraße 33 (en) à Berlin (actuel siège des chemins de fer allemands)
- 1884-1888 : Palais des princes héritiers de Dessau (de)
- 1885 : « Maison Schiess'sches » à Magdebourg
- 1887 : Synagogue à Dantzig
- 1895 : Ministère de la Justice à Tokyo, Japon